# Steve Rouiller
Steve Rouiller (Monthey, Wallis kanton, 1990. július 10. –) svájci labdarúgó, a Servette hátvéde.

## Pályafutása
Steve Rouiller a svájci Monthey városában született.
A felnőtt pályafutását az első osztályban szereplő Sion csapatában kezdte. 2011-től három éven át a szülővárosának klubjánál, az Montheynél játszott, ahol ez idő alatt összesen 62 mérkőzésen lépett pályára és hét gólt szerzett. 2014-ben egy szezon erejéig visszatért a Sionhoz. Először 2014. október 25-én, a Basel ellen 1–1-es döntetlennel zárult mérkőzésen debütált. 2016 februárjában egy és fél éves szerződést írt alá a másodosztályú Chiasso csapatával. Először a 2015. március 28-ai, Biel-Bienne elleni mérkőzésen lépett pályára. Első gólját  2015. október 19-én, szintén a Biel-Bienne ellen 1–1-es döntetlennel zárult találkozón szerezte.
2016 augusztusában a Luganohoz igazolt. 2017. augusztus 9-én megszerezte első Super League gólját a Lausanne-Sport ellen 3–2-re megnyert mérkőzésen.
2018. július 1-jén két éves szerződést kötött a Servette együttesével. A 2018–19-es szezonban 35 mérkőzésen elért 2 góljával is hozzájárult a klub első osztályba való feljutásában. 2020. augusztus 20-án még három évvel meghosszabbította a szerződését, amely így már 2023. június 30-ig szól.

## Statisztikák
2022. október 29. szerint
| Klub     | Szezon   | Osztály            | Bajnokság | Bajnokság | Kupa  | Kupa | Nemzetközi | Nemzetközi | Összesen | Összesen |
| Klub     | Szezon   | Osztály            | Meccs     | Gól       | Meccs | Gól  | Meccs      | Gól        | Meccs    | Gól      |
| -------- | -------- | ------------------ | --------- | --------- | ----- | ---- | ---------- | ---------- | -------- | -------- |
| Sion     | 2014–15  | Super League       | 6         | 0         | 0     | 0    | —          | —          | 6        | 0        |
| Chiasso  | 2014–15  | Challenge League   | 16        | 0         | 0     | 0    | —          | —          | 16       | 0        |
| Chiasso  | 2015–16  | Challenge League   | 34        | 2         | 1     | 0    | —          | —          | 35       | 2        |
| Chiasso  | 2016–17  | Challenge League   | 1         | 0         | 0     | 0    | —          | —          | 1        | 0        |
| Chiasso  | Összesen | Összesen           | 51        | 2         | 1     | 0    | 0          | 0          | 52       | 2        |
| Lugano   | 2016–17  | Super League       | 14        | 0         | 0     | 0    | —          | —          | 14       | 0        |
| Lugano   | 2017–18  | Super League       | 25        | 2         | 2     | 0    | 3          | 0          | 30       | 2        |
| Lugano   | Összesen | Összesen           | 39        | 2         | 2     | 0    | 3          | 0          | 44       | 2        |
| Servette | 2018–19  | Challenge League   | 35        | 2         | 1     | 0    | —          | —          | 36       | 2        |
| Servette | 2019–20  | Swiss Super League | 33        | 2         | 1     | 0    | —          | —          | 34       | 2        |
| Servette | 2020–21  | Swiss Super League | 33        | 2         | 3     | 0    | 2          | 0          | 38       | 2        |
| Servette | 2021–22  | Swiss Super League | 23        | 3         | 1     | 0    | 1          | 0          | 25       | 3        |
| Servette | 2022–23  | Swiss Super League | 10        | 1         | 1     | 1    | —          | —          | 11       | 2        |
| Servette | Összesen | Összesen           | 134       | 10        | 7     | 1    | 3          | 0          | 144      | 11       |
| Összesen | Összesen | Összesen           | 230       | 14        | 10    | 1    | 6          | 0          | 246      | 15       |

## Sikerei, díjai
Sion
- Schweizer Pokal – Svájci Kupa
  - Győztes: 2010–11

Servette
- Challenge League
  - Feljutó: 2018–19

## Fordítás
- Ez a szócikk részben vagy egészben  a   Steve Rouiller című angol Wikipédia-szócikk fordításán alapul.  Az eredeti cikk szerkesztőit annak laptörténete sorolja fel. Ez a jelzés csupán a megfogalmazás eredetét és a szerzői jogokat jelzi, nem szolgál a cikkben szereplő információk forrásmegjelöléseként.